# Crotalaria dilatata
Crotalaria dilatata är en ärtväxtart som beskrevs av Roger Marcus Polhill. Crotalaria dilatata ingår i släktet sunnhampor, och familjen ärtväxter. Inga underarter finns listade i Catalogue of Life.